# ユタ戦争
ユタ戦争（ユタせんそう、英語: Utah War）は、1857年から1858年にかけてアメリカ合衆国の現在のユタ州で発生した、末日聖徒イエス・キリスト教会（モルモン教）信者とアメリカ陸軍との内乱戦争。

## 背景
初期の教団は、独自のキリスト教系宗教観や一夫多妻制といった慣習を以てコミュニティーを形成していたことから、地域住民らとの間に軋轢を生み、拠点を転々とするなどの移動生活を強いられていた。
そうした移動の中、初代教祖ジョセフ・スミス・ジュニアは、1844年にイリノイ州にて暴徒の襲撃を受け死亡。ブリガム・ヤングらの1派は西部に安住の地を求めモルモン開拓者として、1847年、現在のソルトレイクシティに拠点を構えるに至った。
しかし定着後もアメリカ西部開拓地への人口流入は続き、教団側と非教団側との軋轢は増すこととなった。連邦政府は、事実上独立を目指す教団への圧力として、1850年にソルトレイク周辺をユタ準州に昇格させ、国としての管理を主張する一方、1857年に軍隊を派遣するに至った。

## 戦争の概要
1857年9月11日、アーカンソー州からカリフォルニア州を目指し移動していた開拓団が、ソルトレイク郊外に滞留した。その時、教団の中において、開拓者一行の中に初代教祖を殺害した者が居るというデマが流布された事から、教団の一部が武装蜂起して、滞留地の開拓民を襲撃して殆どを虐殺した。これがマウンテンメドウの虐殺とされる事件である。
アメリカ陸軍はこれをうけて、教団に対して攻撃を開始、戦闘状態に陥った。この交戦をユタ戦争と呼ぶ。当時のソルトレイクは補給が困難な辺境であり、連邦政府が組織したアメリカ陸軍も教徒側の反撃に苦戦。決定打を欠く中、冬に近づき、孤立を避けるために後方への撤退を余儀なくされた。この撤退を以て、アメリカ陸軍が敗北したという歴史家の見解もある。
翌1858年、両者の間で和平の模索が進められ、教団は連邦政府の派遣する準州の知事を受け入れ、政府側は戦争に荷担した多数の信者を処罰しないという妥協を見た。

## 戦争後
戦争は終結したものの、連邦政府によりマウンテンメドウの虐殺の解明と責任は追及された。虐殺の主導者は長らく教団に匿われていたが、教団と政府の和解が進む中、全ての責任を負わされる形で逮捕され、虐殺事件の発生地で銃殺刑にされた。
教団側は、非教徒（連邦政府）との軋轢の解消に努め、1890年には、軋轢の主因となっていた一夫多妻制を表面的に中断した。